# NGC 5806
NGC 5806 este o galaxie spirală barată situată în constelația Fecioara. A fost descoperită în 24 februarie 1786 de către William Herschel. Se află la o distanță de 27,04 de megaparseci de Pământ.